# Kornél Kovács
Kornél Kovács, född den 15 november 1985, är en svensk dj och musikproducent.
Kováks gick i skola i Adolf Fredriks musikklasser.
Kornél Kovács släppte sitt debutalbum The Bells 2016 och belönades året därpå med en Grammis i kategorin "Årets elektro/dans".  2017 utnämndes han till världens 15:e bästa dj av brittiska dansmusik-tidningen Mixmag. Andra albumet Stockholm Marathon släpptes 2019 och belönades året därpå med P3 Guld i kategorin "Årets dans". År 2009 startade han skivbolaget och musikstudion Studio Barnhus tillsammans med Axel Boman och Petter Nordkvist. Han har ett långvarigt samarbete med Rebecca & Fiona.
Han var mellan 2008 och 2011 programledare för Sveriges Radios program P3 Dans. Tidigare har han varit verksam som skribent för bland annat Dagens Nyheter, Sonic och Nöjesguiden.